# إن شاء الله ولد
إن شاء الله ولد هو فيلم درامي أردني من إنتاج عام 2023، من إخراج أمجد الرشيد، ومن بطولة منى حوا وهيثم عمري وسلوى نقارة ويمنى مروان ومحمد جيزاوي وإسلام العوضي، وتأليف دلفين أوغت ورولا ناصر. وهو من الأفلام المرشحة لنيل جائزة في مهرجان كان السينمائي.

## العرض
عُرض لأول مرة في أسبوع النقاد في الدورة الـ76 من مهرجان كان في 18 مايو 2023 في فرنسا. وهو أول فيلم أردني يعرض في المهرجان. وعرض مرةً أخرى في الدورة الـ57 من مهرجان كارلوفي فاري السينمائي بالفترة من 30 يونيو ـ 8 يوليو 2023.

## ملخص
يروي الفيلم قصة كفاح امرأة تُضطر لمواجهة الذكورية في عائلتها إثر وفاة زوجها، في مجتمع قد يسلب النساء حقوقاً لهنّ إذا لم يُنجبن ذكراً.

## القصة
تدور أحداث الفيلم حول سيدة أردنية تُدعى نوال، والتي تكافح من أجل الحصول على حقها في الميراث بعد وفاة زوجها، أثر جلطة أثناء نومه، في مجتمع ذكوري متشدد، فتواجه أفكارًا تمنعها من الحصول على حقها أثناء توزيع الميراث.

## طاقم التمثيل
- منى حوا (نوال)
- هيثم عمري (رفيق)
- يمنى مروان (لورين)
- سلوى نقارة (سعاد)
- محمد الجيزاوي (أحمد)
- إسلام العوضي (حسن)

## الجوائز
فاز الفيلم بعدة جوائز من أهمها: 
| ت | الجائزة                                                                  |
| - | ------------------------------------------------------------------------ |
| 1 | الجائزة الكبرى في مرحلة ما بعد الإنتاج في المهرجان الدولي للفيلم بمراكش. |
| 2 | أربع جوائز من ورشة فاينال كات فينيسيا في مهرجان البندقية السينمائي.      |
| 3 | جائزة مهرجان الجونة السينمائي، التي تعادل قيمتها 5 آلاف دولار.           |
| 4 | جائزة مهرجان فرايبورغ السينمائي [الإنجليزية] بسويسرا.                    |
| 5 | جائزة لجنة التحكيم في مهرجان بغداد السينمائي 2024                        |

## روابط خارجية
- إن شاء الله ولد على موقع IMDb (الإنجليزية)
- إن شاء الله ولد على موقع روتن توميتوز (الإنجليزية)
- إن شاء الله ولد على موقع قاعدة بيانات الأفلام العربية
- إن شاء الله ولد على موقع ألو سيني (الفرنسية)
- إن شاء الله ولد على موقع قاعدة بيانات الفيلم (الإنجليزية)
- إن شاء الله ولد على موقع ليتربوكسد (الإنجليزية)